# 무지개뱀

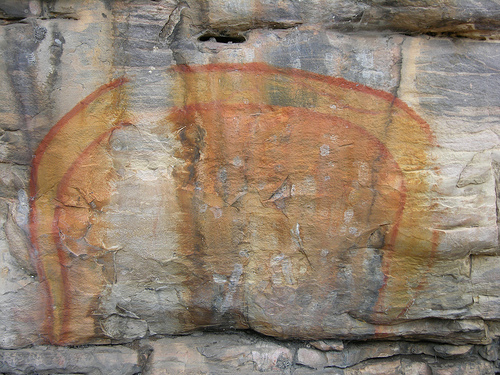

무지개뱀(Rainbow Serpent)은 오스트레일리아 토착민들의 신화와 예술 모티프에서 나타나는 신적 존재, 조물주이다.